# Torneo de Reserva 1981
El Torneo de Reserva 1981 fue la cuadragésimo primera edición del certamen organizado por la Asociación del Fútbol Argentino. Participaron un total de 16 equipos, todos participantes de la Primera División 1981.
El torneo fue el primero en disputarse tras haber sido descontinuado durante diez años. También fue el primero que contó con clubes indirectamente afiliados habilitados a participar, aunque finalmente desistieron de hacerlo en esta edición.
El certamen consagró campeón por tercera vez en su historia a Rosario Central, tras vencer por 2 a 1 a Estudiantes de La Plata en el partido desempate.

## Equipos
De los 18 equipos, participaron 16 en esta edición ya que Talleres de Córdoba e Instituto de Córdoba desistieron:
| Equipo                  | Ciudad        | Estadio                 |
| ----------------------- | ------------- | ----------------------- |
| Argentinos Juniors      | Buenos Aires  | Argentinos Juniors      |
| Boca Juniors            | Buenos Aires  | La Bombonera            |
| Colón                   | Santa Fe      | Brig. Estanislao López  |
| Estudiantes de La Plata | La Plata      | Jorge Luis Hirschi      |
| Ferro Carril Oeste      | Buenos Aires  | Ferro Carril Oeste      |
| Huracán                 | Buenos Aires  | Tomás Adolfo Ducó       |
| Independiente           | Avellaneda    | La Doble Visera         |
| Newell's Old Boys       | Rosario       | Coloso del Parque       |
| Platense                | Vicente López | Ciudad de Vicente López |
| Racing                  | Avellaneda    | Presidente Perón        |
| River Plate             | Buenos Aires  | Monumental              |
| Rosario Central         | Rosario       | Gigante de Arroyito     |
| San Lorenzo de Almagro  | Buenos Aires  | —                       |
| Sarmiento               | Junín         | Eva Perón               |
| Unión                   | Santa Fe      | La Avenida              |
| Vélez Sarsfield         | Buenos Aires  | José Amalfitani         |

### Distribución geográfica de los equipos
| Región                                   | Cant. | Equipos |
| ---------------------------------------- | ----- | --- |
| Ciudad de Buenos Aires                   | 7     | Argentinos Juniors, Boca Juniors, Ferro Carril Oeste, Huracán, River Plate, San Lorenzo de Almagro y Vélez Sarsfield |
| Provincia de Santa Fe                    | 4     | Colón, Newell's Old Boys, Rosario Central y Unión                                                                    |
| Conurbano bonaerense                     | 3     | Independiente, Platense y Racing                                                                                     |
| Ciudad de La Plata                       | 1     | Estudiantes de La Plata                                                                                              |
| Interior de la provincia de Buenos Aires | 1     | Sarmiento |

## Sistema de disputa
Se llevó a cabo en dos ruedas, por el sistema de todos contra todos, invirtiendo la localía. La tabla final de posiciones del torneo se estableció por acumulación de puntos. En caso de igualdad en puntos en el primer puesto, se disputó un partido desempate. El ganador se consagró campeón.

## Tabla de posiciones
| Pos. | Equipo                  | Pts. | J  | DG  | GF |
| ---- | ----------------------- | ---- | -- | --- | -- |
| 1.°  | Rosario Central         | 44   | 30 | 41  | 68 |
| 2.°  | Estudiantes de La Plata | 44   | 30 | 28  | 54 |
| 3.°  | Newell's Old Boys       | 37   | 30 | 23  | 50 |
| 4.°  | Vélez Sarsfield         | 37   | 30 | 22  | 61 |
| 5.°  | River Plate             | 36   | 30 | 3   | 37 |
| 6.°  | Independiente           | 36   | 30 | 0   | 39 |
| 7.°  | Ferro Carril Oeste      | 32   | 30 | 10  | 44 |
| 8.°  | Argentinos Juniors      | 31   | 30 | -4  | 36 |
| 9.°  | San Lorenzo de Almagro  | 28   | 30 | -14 | 35 |
| 10.° | Unión                   | 24   | 30 | -3  | 28 |
| 11.° | Colón                   | 22   | 30 | -6  | 33 |
| 12.° | Boca Juniors            | 21   | 30 | -12 | 33 |
| 13.° | Sarmiento               | 21   | 30 | -12 | 29 |
| 14.° | Huracán                 | 18   | 30 | -23 | 28 |
| 15.° | Racing                  | 18   | 30 | -39 | 26 |
| 16.° | Platense                | 9    | 30 | -14 | 16 |

|  | Desempate. |

## Desempate

### Partido
| 5 de septiembre | Rosario Central                | 2:1 (1:1) | Estudiantes de La Plata | Estadio Villa Dálmine, Campana |  |
|                 | Palma 18' (pen.) · Riveros 52' | Reporte   | 35' Solís               |                                |  |

### Ficha
| ?          | POR        | Santecchia  |  |
| ?          | DEF        | Riquelme    |  |
| ?          | DEF        | Celiz       |  |
| ?          | DEF        | Settecase   |  |
| ?          | DEF        | Zamarini    |  |
| ?          | MED        | Palma       |  |
| ?          | MED        | Cornaglia   |  |
| ?          | MED        | Lancellotti |  |
| ?          | DEL        | Riveros     |  |
| ?          | DEL        | Salvaña     |  |
| ?          | DEL        | Agoail      |  |
| Entrenador | Entrenador | Manfredi    |  |

| ?          | POR        | Bertero    |       |
| ?          | DEF        | Wagner     |       |
| ?          | DEF        | Galizia    |       |
| ?          | DEF        | Garmendia  | Salió |
| ?          | DEF        | Gugnali    |       |
| ?          | MED        | Ruiz Díaz  |       |
| ?          | MED        | Mancinelli |       |
| ?          | MED        | Ponce      |       |
| ?          | DEL        | Solis      | Salió |
| ?          | DEL        | Gaitán     |       |
| ?          | DEL        | Ruiz       |       |
| Entrenador | Entrenador | O. Barroso |       |

|  |  |  |  |
|  |  |  |  |

|  | DEF | Gutiérrez | Entró |
|  | DEL | Guaita    | Entró |

| Anotado · Penal | 18' | Palma   | 1:0 |
| Anotado         | 52' | Riveros | 2:1 |

| Anotado | 35' | Solis | 1:1 |

| ?          | POR        | Santecchia  |  |
| ?          | DEF        | Riquelme    |  |
| ?          | DEF        | Celiz       |  |
| ?          | DEF        | Settecase   |  |
| ?          | DEF        | Zamarini    |  |
| ?          | MED        | Palma       |  |
| ?          | MED        | Cornaglia   |  |
| ?          | MED        | Lancellotti |  |
| ?          | DEL        | Riveros     |  |
| ?          | DEL        | Salvaña     |  |
| ?          | DEL        | Agoail      |  |
| Entrenador | Entrenador | Manfredi    |  |

| ?          | POR        | Bertero    |       |
| ?          | DEF        | Wagner     |       |
| ?          | DEF        | Galizia    |       |
| ?          | DEF        | Garmendia  | Salió |
| ?          | DEF        | Gugnali    |       |
| ?          | MED        | Ruiz Díaz  |       |
| ?          | MED        | Mancinelli |       |
| ?          | MED        | Ponce      |       |
| ?          | DEL        | Solis      | Salió |
| ?          | DEL        | Gaitán     |       |
| ?          | DEL        | Ruiz       |       |
| Entrenador | Entrenador | O. Barroso |       |

|  |  |  |  |
|  |  |  |  |

|  | DEF | Gutiérrez | Entró |
|  | DEL | Guaita    | Entró |

| Anotado · Penal | 18' | Palma   | 1:0 |
| Anotado         | 52' | Riveros | 2:1 |

| Anotado | 35' | Solis | 1:1 |

|                                     |
|                                     |
| Campeón Rosario Central 3.er título |